# Dan (bibelsk figur)
 For alternative betydninger, se Dan. (Se også artikler, som begynder med Dan)
Dan er en af patriarken Jakobs tolv sønner. Hans navn betyder dommer.
Jordanfloden er angiveligt opkaldt efter Dan, da Jordan betyder Dans flod. På hebraisk indeholder floder ordet "jor" ligesom Nilen (J'or), Jarmuch, Jabok, Jarkon.